# Doug Polen
Douglas Eugene Polen (ur. 2 września 1960 w Detroit, Michigan) – amerykański motocyklista.

## Kariera
Doug karierę wyścigową rozpoczął w roku 1980 w krajowych mistrzostwach motocyklowych. Po przerwie związanej z prowadzeniem rodzinnej firmy, Amerykanin powrócił do wyścigów w 1986 roku. Polen podpisał kontrakt z japońską ekipą Yoshimura-Suzuki. W latach 1988–1989 współpraca zaowocowała tytułami mistrzowskimi w japońskich mistrzostwach Superbike (w kategorii TT-F1 oraz TT-F3).
W 1988 roku Doug zadebiutował w MŚ Superbike'ów. W sezonie 1989, dosiadając motocykl Suzuki, zwyciężył w pierwszym wyścigu, na japońskim torze w Sugo. Zdobyte punkty sklasyfikowały go na 21. miejscu.
Rok później nawiązał współpracę z włoską stajnią Ducati. Wystartował z nimi w jednej rundzie, by potem reprezentować ich w dwóch kolejnych sezonach. W latach 1991-1992 zdominował rywalizację, zwyciężając łącznie w aż dwudziestu siedmiu wyścigach. W roku 1991 wygrał w osiemnastu startach oraz czternaście razy uzyskał najszybsze okrążenie, co do dziś jest niepobitym rekordem. W sezonie 1992 brał udział także w amerykańskim cyklu tej serii. Zmagania w niej zakończył na 3. pozycji.
W 1993 roku zrezygnował z udziału w mistrzostwach świata i postanowił skupić się na AMA Superbike. I tam Polen okazał się najlepszy, ponownie na bolońskiej maszynie (sięgnął po osiemnaście pole position). W sezonie 1994 Amerykanin powrócił do mistrzostw globu, nawiązując współpracę z ekipą Castrol Honda. Wygrawszy trzy wyścigi, Doug uplasował się na 4. lokacie.
W roku 1995 wraz z Nowozelandczykiem Aaronem Slightem (również na Hondzie) zwyciężył w prestiżowym długodystansowym wyścigu - 8h Suzuka. Amerykanin wziął udział w czterech wyścigach World Superbike, po czym zerwał kontrakt z japońskim zespołem. Powrócił do startów w swoim kraju.
Doug z sukcesem rozpoczął starty w MŚ Endurance. W latach 1997–1998 sięgał w tej serii po tytuł mistrzowski. W pierwszym sezonie uczynił to razem z Australijczykiem Peterem Goddardem (na Suzuki), natomiast rok później z Francuzem Christianem Lavieille (na Hondzie). Niedługo potem zakończył karierę sportową.
Pomimo wszystkich swoich osiągnięć, Polen nie wygrał najważniejszego wyścigu motocyklowego w Stanach Zjednoczonych, uznawanego za najważniejsze wydarzenie w kraju – 322-kilometrowego wyścigu na torze Daytona International Speedway „Daytona 200”., odbywającego się w ramach wydarzeń tygodnia motocyklowego w marcu. Na liście zwycięzców znalazła się większość amerykańskich mistrzów MotoGP.